# Eigenmannia vicentespelaea
Eigenmannia vicentespelaea es una especie de pez sternopígido troglobio de agua dulce del género Eigenmannia, cuyas especies son denominadas comúnmente señoritas, banderitas o cuchillos. Se distribuye en ambientes acuáticos subterráneos de una localidad del centro de Sudamérica. 

## Taxonomía
Esta especie fue descrita originalmente en el año 1996 por el ictiólogo brasileño Mauro Luís Triques.
Pertenece al “grupo de especies Eigenmannia trilineata”, cuyos integrantes se caracterizan por presentar la banda en el flanco en el sector medial superior.

## Morfología
Posee un cuerpo en forma de cuchillo comprimido; no presenta ni aletas pélvicas ni dorsal, siendo la aleta anal extremadamente larga y ondulante para permitirle moverse tanto hacia delante como hacia atrás. También poseen un órgano que genera descargas eléctricas. 
Triques basó la descripción de la especie en dos ejemplares recogidos en el año 1978 en la cueva São Vicente I. Es diagnóstica en este gimnótido la proporción del diámetro ocular en relación con la longitud de la cabeza.

## Distribución y hábitat
Esta especie es el único gimnótido troglobio conocido, estando restringida a hábitats subterráneos, mostrando especializaciones relacionadas con la evolución en el aislamiento en este particular biotopo.
Se distribuye de manera endémica en cuevas kársticas de la zona de São Domingos (específicamente en las cuevas São Vicente I y São Vicente II), río São Vicente, en la alta cuenca del río Tocantins, integrante a su vez de la cuenca amazónica, en el centro-norte de Brasil. Comparte su limitado hábitat con otras especies de peces troglobios.
Por lo limitado y amenazado de su ecosistema es considerada una especie en peligro de extinción.